# Plan osculator

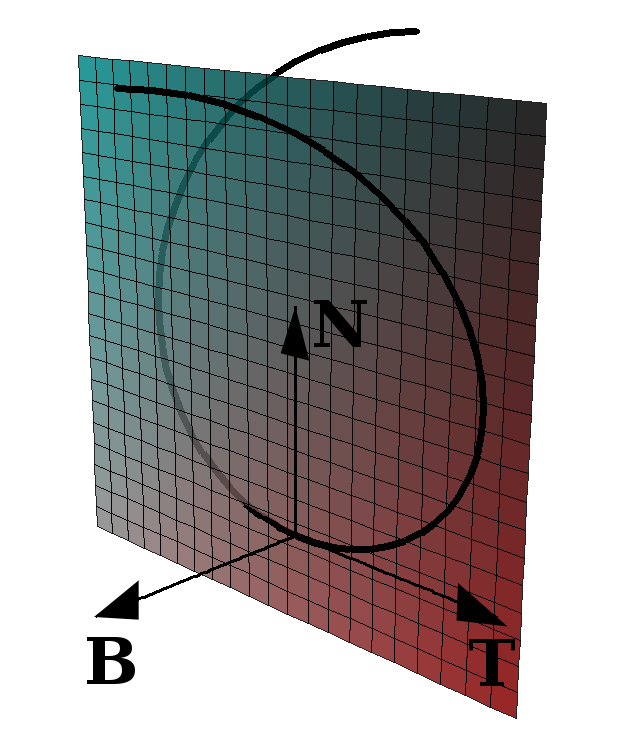
Triedrul Frenet-Serret al unei curbe strâmbe și planul osculator al acesteia

În geometria diferențială, planul osculator al unei curbe strâmbe este limita planului care trece prin trei puncte vecine {\displaystyle (M,M',M'')} pe curbă, când punctele {\displaystyle M',M''} tind către M.
Fie o curbă spațială dată prin ecuația ei vectorială: {\displaystyle \Gamma :\;{\vec {r}}={\vec {r}}(t),\;\;M_{0}(t_{0})\!} un punct regulat de pe curbă și {\displaystyle T_{M_{0}}(\Gamma )\!} dreapta tangentă la curbă în punctul {\displaystyle M_{0}.\!}
Definiție.
Un plan care conține dreapta tangentă c se numește plan tangent și se notează {\displaystyle \pi _{M_{0}}(\Gamma ).\!}
Fie un punct {\displaystyle M'(t_{0}+k)\!} de pe {\displaystyle \Gamma ,\!} vecin cu {\displaystyle M_{0},\!} k fiind o creștere mică astfel ca {\displaystyle t_{0}+k\in I.\!}
Fie {\displaystyle D(M_{0},M'_{0})\!} dreapta determinată de aceste puncte, secantă pentru curba {\displaystyle \Gamma .\!}
Observație.
Dreapta obținută ca limită a pozițiilor secantelor {\displaystyle D(M_{0},M'_{0})\!} când {\displaystyle M_{0}\to M'_{0}\!} (adică {\displaystyle k\to 0\!}) este tangenta la {\displaystyle \Gamma \!} în punctul {\displaystyle M_{0}.\!}
Definiție.
Planul determinat de dreapta {\displaystyle T_{M_{0}}(\Gamma )\!} și de un punct {\displaystyle M'_{0}\!} de pe curba {\displaystyle \Gamma \!} din vecinătatea lui {\displaystyle M_{0},\!} se numește plan osculator al curbei {\displaystyle \Gamma \!} în punctul {\displaystyle M_{0},\!} și se notează {\displaystyle P_{M_{0}}^{o}(\Gamma ).\!}
Planul osculator este determinat de {\displaystyle M_{0},\!} direcția tangentei {\displaystyle {\dot {\vec {r}}}(t_{0})\!} și de direcția {\displaystyle {\overrightarrow {M_{0}M'_{0}}}={\vec {r}}(t_{0}+k)-{\vec {r}}(t_{0}).\!}
Se observă că vectorul {\displaystyle {\frac {1}{k}}[{\vec {r}}(t_{0}+k)-{\vec {r}}(t_{0})]\!} este coliniar cu vectorul {\displaystyle {\overrightarrow {M_{0}M'_{0}}}.\!}
Fie {\displaystyle t_{k}\!} un punct intermediar din intervalul {\displaystyle (t_{0},t_{0}+k).\!}
Conform ipotezei că {\displaystyle {\vec {r}}(t)\!} este o funcție de clasă {\displaystyle {\mathcal {C}}^{2}\!} pe intervalul real I, putem considera aproximarea de ordinul II a expresiei {\displaystyle {\vec {r}}(t_{0}+k):\!}
{\displaystyle {\vec {r}}(t_{0}+k)={\vec {r}}(t_{0})+k\cdot {\dot {\vec {r}}}(t_{0})+{\frac {k^{2}}{2!}}\cdot {\ddot {\vec {r}}}(t_{k})\;\;t_{k}\in (t_{0},t_{0}+k)\!}
care se obține din formula Taylor cu restul Lagrange aplicată funcției vectoriale {\displaystyle {\vec {r}}.\!}
În plus, în baza continuității funcției {\displaystyle {\ddot {\vec {r}}},\!} avem {\displaystyle \lim _{k\to 0}{\ddot {\vec {r}}}(t_{k})={\ddot {\vec {r}}}(t_{0}).\!}
Obținem astfel:
{\displaystyle {\frac {{\vec {r}}(t_{0}+k)-{\vec {r}}(t_{0})}{k}}={\dot {\vec {r}}}(t_{0})+{\frac {k}{2!}}\cdot {\ddot {\vec {r}}}(t_{k}).\!}
Cum membrul drept al egalității de mai sus este un vector coliniar cu {\displaystyle {\overrightarrow {M_{0}M'_{0}}},\!} rezultă că vectorul {\displaystyle {\ddot {\vec {r}}}(t_{k})\!} aparține planului osculator, pentru orice k.
Trecând la limită pentru {\displaystyle k\to 0,\!} obținem că vectorul {\displaystyle {\ddot {\vec {r}}}(t_{0})\!} aparține planului osculator.
Așadar, cunoaștem doi vectori directori ai planului osculator: {\displaystyle {\dot {\vec {r}}}(t_{0})\!} și {\displaystyle {\ddot {\vec {r}}}(t_{0}).\!}
Ecuația vectorială a planului osculator este:
{\displaystyle P_{M_{0}}^{o}(\Gamma ):\;({\vec {R}}-{\vec {r}}(t_{0});{\dot {\vec {r}}}(t_{0});{\ddot {\vec {r}}}(t_{0}))=0\!}
iar ecuația carteziană a planului osculator este:
{\displaystyle P_{M_{0}}^{O}(\Gamma ):\;{\begin{vmatrix}X-x(t_{0})&Y-y(t_{0})&Z-z(t_{0})\\{\dot {x}}(t_{0})&{\dot {y}}(t_{0})&{\dot {z}}(t_{0})\\{\ddot {x}}(t_{0})&{\ddot {y}}(t_{0})&{\ddot {z}}(t_{0})\end{vmatrix}}=0\!}
Dacă curba {\displaystyle \Gamma \!} este dată sub formă parametrică, atunci ecuația planului osculator poate fi scrisă sub forma:
{\displaystyle P_{M_{0}}^{O}(\Gamma ):{\begin{cases}X=x(t_{0})+\alpha {\dot {x}}(t_{0})+\beta {\ddot {x}}(t_{0})\\Y=y(t_{0})+\alpha {\dot {y}}(t_{0})+\beta {\ddot {y}}(t_{0})\\Z=z(t_{0})+\alpha {\dot {z}}(t_{0})+\beta {\ddot {z}}(t_{0})\end{cases}}\!}     {\displaystyle \alpha ,\beta \!} - parametrii
sau
{\displaystyle P_{M_{0}}^{O}(\Gamma ):\;A[x-x(t_{0})]+B[y-y(t_{0})]+C[z-z(t_{0})]=0\!}

unde {\displaystyle A,B,C\!} sunt complemenții algebrici ai matricei: {\displaystyle {\begin{bmatrix}{\dot {x}}(t_{0})&{\dot {y}}(t_{0})&{\dot {z}}(t_{0})\\{\ddot {x}}(t_{0})&{\ddot {y}}(t_{0})&{\ddot {z}}(t_{0})\end{bmatrix}}\!}

## Observații
- Planul osculator al unei curbe plane este chiar planul curbei.
- Direcția normală a planului osculator {\displaystyle P_{M_{0}}^{O}(\Gamma )\!} este vectorul:

{\displaystyle {\begin{bmatrix}{\vec {i}}&{\vec {j}}&{\vec {k}}\\{\dot {x}}(t_{0})&{\dot {y}}(t_{0})&{\dot {z}}(t_{0})\\{\ddot {x}}(t_{0})&{\ddot {y}}(t_{0})&{\ddot {z}}(t_{0})\end{bmatrix}}=A{\vec {i}}+B{\vec {j}}+C{\vec {k}}.\!}
Dreapta normală pe planul osculator (adică dreapta de direcție {\displaystyle {\dot {\vec {(}}}t_{0})\times {\ddot {\vec {(}}}t_{0})\!}) în punctul {\displaystyle M_{0}\!} se numește binormală, și se notează cu {\displaystyle B_{M_{0}}(\Gamma ).\!}